# Mount Carroll (Illinois)
Mount Carroll je grad u američkoj saveznoj državi Ilinois. Prema popisu stanovništva iz 2010. u njemu je živjelo 1.717 stanovnika.